# Ornithoptera chimaera
Ornithoptera chimaera је врста лептира из породице једрилаца (лат. Papilionidae).

## Распрострањење
Врста је присутна у Индонезији и Папуи Новој Гвинеји.

## Станиште
Врста Ornithoptera chimaera има станиште на копну.

## Угроженост
Ова врста је на нижем степену опасности од изумирања, и сматра се скоро угроженим таксоном.